# Energie non rinnovabili

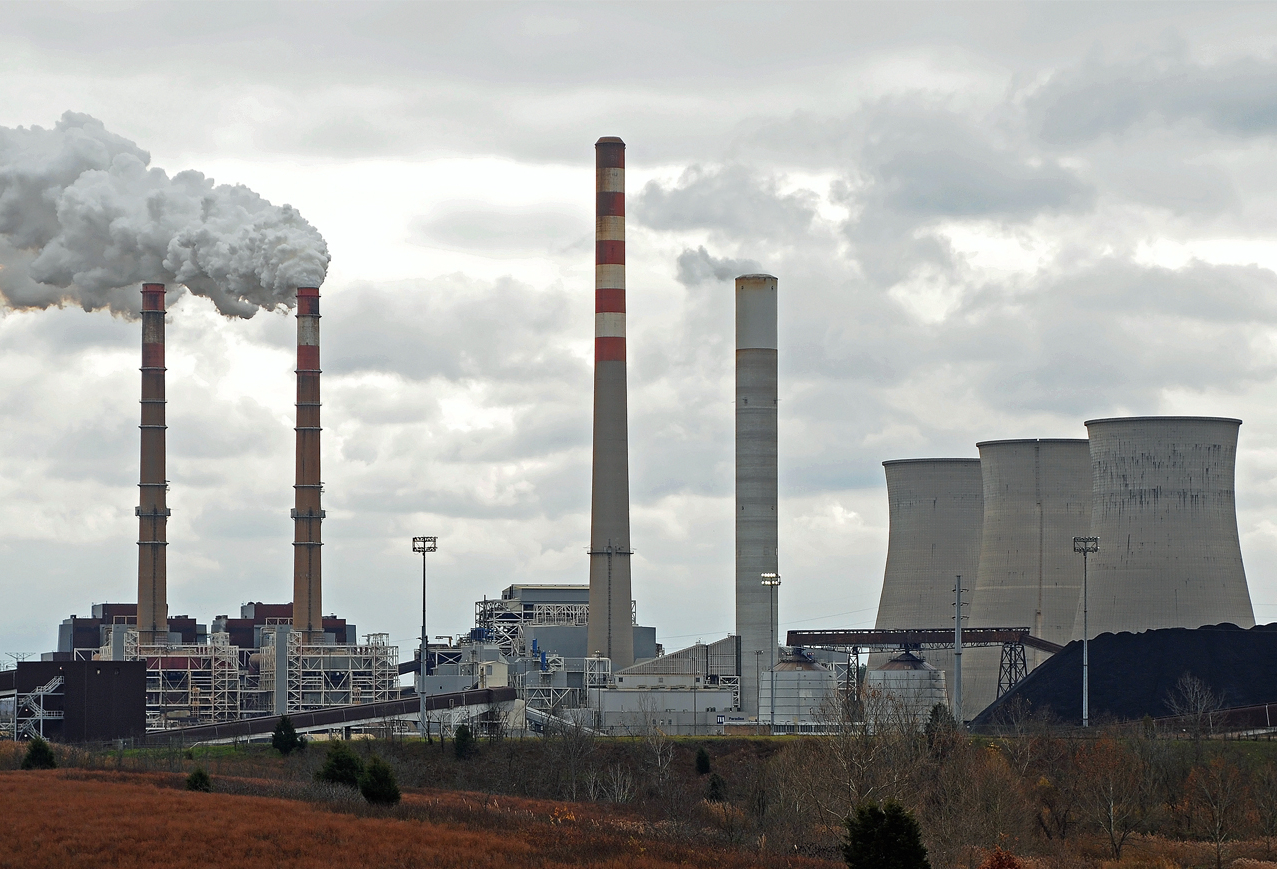
Impianto a combustibili fossili nel villaggio Paradise, in Kentucky (USA)

Le energie non rinnovabili, o più propriamente fonti di energia non rinnovabili, sono fonti di energia che in natura si sono generate nell'ordine dei milioni di anni per quanto riguarda i combustibili fossili, o prima della formazione del pianeta Terra per quanto riguarda i materiali fissili (uranio e plutonio), al contrario di quelle rinnovabili, che vengono reintegrate naturalmente in un periodo di tempo relativamente breve; per questo motivo, una volta terminate, le fonti non rinnovabili non saranno nuovamente disponibili nella scala umana dei tempi.
Sono fonti di energia non rinnovabile le seguenti:
- il carbone;
- il petrolio;
- il gas naturale;
- gli elementi fissili usati per la realizzazione della fissione nucleare, quali l'uranio ed il plutonio.

La maggior parte delle risorse energetiche non rinnovabili è concentrata in un numero limitato di aree della Terra, il che può comportare problemi di natura geopolitica e militare, a differenza delle risorse rinnovabili, che sono principalmente distribuite su vaste aree geografiche. La riduzione dell'utilizzo delle fonti non rinnovabili, l'implementazione di energie rinnovabili e l'aumento dell'efficienza energetica si traduce in una mitigazione dei cambiamenti climatici e nei conseguenti benefici economici.

## Storia

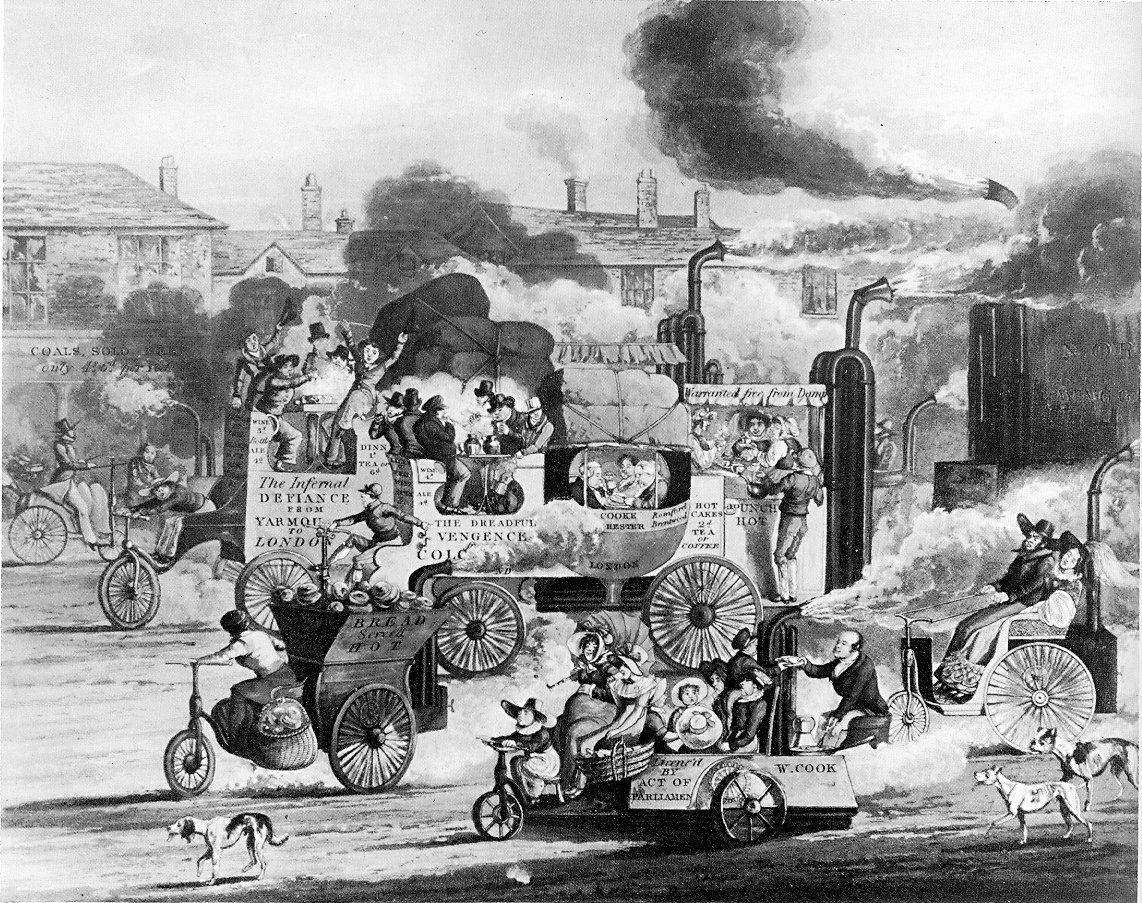
Illustrazione umoristica del 1831 di un possibile sviluppo nell'utilizzo dei mezzi di locomozione a vapore

A partire dai primi anni del 1900, l'umanità ha maggiormente consumato l'energia primaria derivante da fonti non rinnovabili (combustibili fossili), rispetto a quella derivante da fonti rinnovabili (all'epoca legna, energia animale, idraulica ed eolica) in quanto i combustibili fossili, a parità di peso, erano in grado di produrre maggiori quantità di energia rispetto a quella fornita dalla legna, oltre al fatto che il disboscamento era diventato insostenibile. Attraverso le rivoluzioni industriali, queste fonti di energia hanno permesso il miglioramento delle condizioni di vita dell'uomo.
Attualmente le risorse non rinnovabili sono tecnologicamente preferite perché, una volta estratte, sono facili da trasportare, hanno un'alta densità energetica e producono energia all'occorrenza con impianti tecnologicamente semplici e collaudati, il che ha determinato il consolidamento delle industrie fossili al centro del sistema economico mondiale; tuttavia, l'utilizzo di tali fonti porta con sé alcuni problemi ambientali quali l'emissione di gas serra per i combustibili fossili o lo smaltimento delle scorie radioattive per la fissione nucleare; per questi e altri motivi, l'impatto ambientale associato al ciclo di utilizzo dei combustibili fossili risulta generalmente maggiore rispetto a quello delle fonti di energia rinnovabili.

## Combustibili fossili
I combustibili fossili si sono originati dalla decomposizione anaerobica di organismi vegetali e animali, le loro molecole sono principalmente costituite da atomi di carbonio e idrogeno e i principali sono il carbone, il petrolio e il gas naturale.

### Carbone

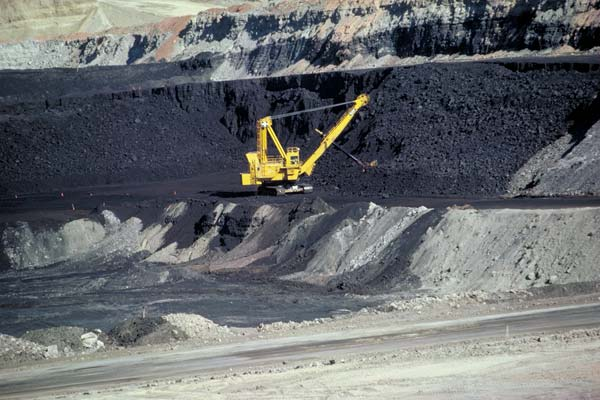
Una miniera di carbone nel Wyoming, Stati Uniti. Il carbone, che si forma in milioni di anni, è una fonte di energia finita e non rinnovabile nella scala temporale umana.

Esistono diversi tipi di carbone fossile che, in base al contenuto di carbonio, approssimativamente correlabile all'età del giacimento, si possono suddividere in:
- l'antracite (93-95% in C) è il più antico e più pregiato, e risale al paleozoico (circa 400 milioni di anni fa);
- il litantrace (70-93% in C) risale al paleozoico (circa 250 milioni di anni fa) ed è il carbone più diffuso in natura[19];
- la lignite (60-70% in C) risale al terziario o mesozoico (circa 80 milioni di anni fa);
- la torba (50-60% in C) è il tipo di carbone formatosi più recentemente (quaternario).

Al 2020 il carbone continua ad essere la principale fonte di energia utilizzata per la produzione di energia elettrica a livello mondiale, con aliquota del 35,1% mentre per il consumo di energia primaria rimane secondo al petrolio, con un'aliquota del 27,2%.

### Petrolio

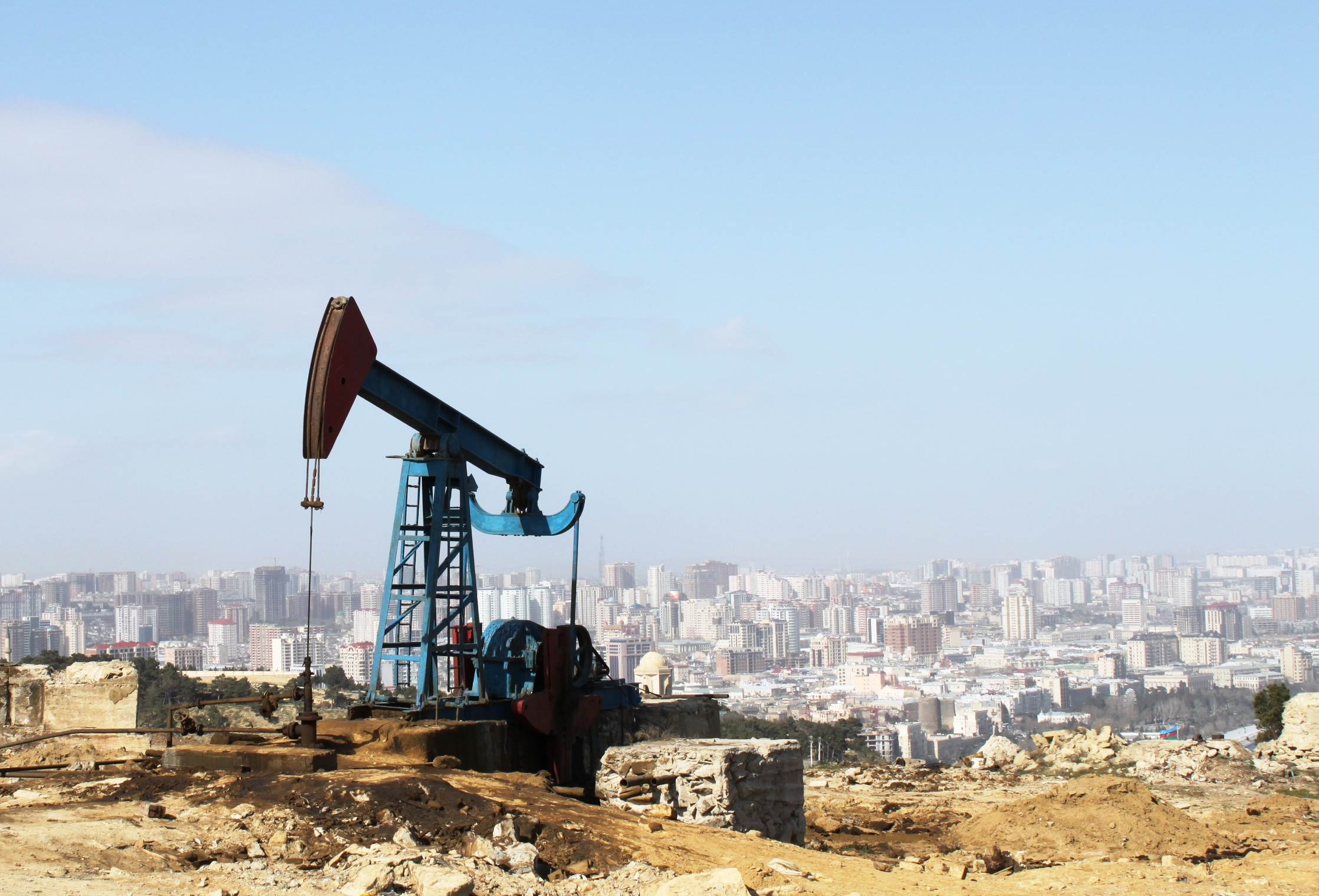
Estrazione del petrolio a Baku, in Azerbaigian

Il petrolio è un combustibile liquido, dal colore che può variare da bruno-nero a giallastro, composto principalmente da una miscela complessa di idrocarburi, e da piccole quantità di composti azotati, ossigenati, solforati e misti; esso deriva dalla decomposizione di sostanze organiche animali e vegetali ad opera di batteri anaerobici in ambienti marini, sotto coperture sedimentarie, avvenuta nel corso di decine di milioni di anni. Si trova in giacimenti petroliferi nel sottosuolo, quindi per l'estrazione è necessario attuare trivellazioni del terreno; le caratteristiche dell'impianto di estrazione variano a seconda del giacimento di provenienza (on-shore o off-shore). Dopo l'estrazione, il petrolio deve essere raffinato in modo da poter separare i suoi componenti, come la benzina, il cherosene, l'olio combustibile e, in alcuni casi, il gas naturale.

### Gas naturale

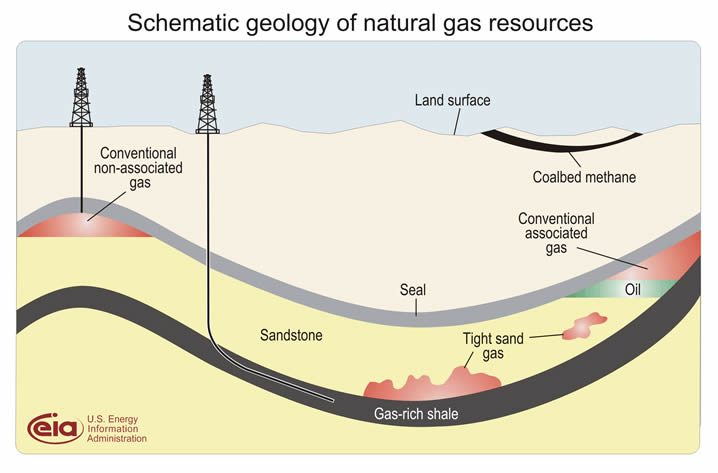
Schema di giacimenti di gas naturale

Il componente preponderante del gas naturale è il metano, ma può contenere anche idrocarburi gassosi più pesanti, tra cui etano, propano e butano, e contaminanti quali acido solfidrico e mercurio, da rimuovere prima dell'utilizzo. Il gas naturale viene bruciato per produrre calore o viene utilizzato in turbine a gas o turbine a vapore per la produzione di energia elettrica. Nel 2020, a livello mondiale, il gas naturale ha coperto il 24,7% del fabbisogno di energia primaria, e da esso sono stati generati 6.268,1 TWh di energia elettrica (23,4% sul totale di 26.823,2 TWh di elettricità generata).
Il gas naturale viene impiegato compresso insieme al GPL come carburante meno inquinante rispetto ad altri nelle automobili o in fornelli portatili nelle zone rurali dove non ci sono collegamenti alle reti del gas. Il gas naturale non è tossico, anche se alcuni pozzi contengono gas di acido solfidrico. I giacimenti di gas naturale sono solitamente associati a quelli di petrolio, nei quali si trova disciolto o sotto forma di gas di copertura raccolto in sacche superficiali, ma esistono anche giacimenti di gas naturale unito a vapori di idrocarburi condensabili o più raramente come metano quasi puro. Può generarsi anche in ambienti paludosi e in questo caso viene chiamato "gas di palude".

## Fissione nucleare

Impianti a energia nucleare a Cattenom (Francia)

L'energia nucleare è dovuta alle forze coesive presenti all'interno dei nuclei atomici e in natura viene liberata spontaneamente dai radioisotopi. I principali processi per ottenere energia nucleare sono la fissione e la fusione nucleare. La percentuale di energia primaria prodotta nel mondo da fissione nucleare nel 2020 è stata pari al 4,3%.
La fissione nucleare consiste nella rottura del nucleo atomico di elementi come l'uranio-235 e il plutonio-239 tramite bombardamento con neutroni, che dà il via a una reazione a catena per cui i nuclei scissi liberano a loro volta neutroni; il processo viene regolato sottraendo neutroni in eccesso al fine di poter immagazzinare energia.
Nella maggior parte dei casi, le centrali nucleari producono energia a partire dall'uranio-235, le cui reazioni a catena producono calore che viene utilizzato per far evaporare dell'acqua e avviare una turbina a vapore con produzione di energia elettrica. In realtà, i reattori nucleari si suddividono in molte tipologie in base ai sistemi di trasporto del calore generato, tra cui si ricordano quelli ad acqua bollente, ad acqua pressurizzata e a gas.

La fissione nucleare è generalmente considerata una fonte di energia non rinnovabile perché l'uranio-235 è un elemento presente in quantità prefissata e che non si rigenera, essendo un tipo di uranio molto raro, creatosi prima della formazione della Terra.

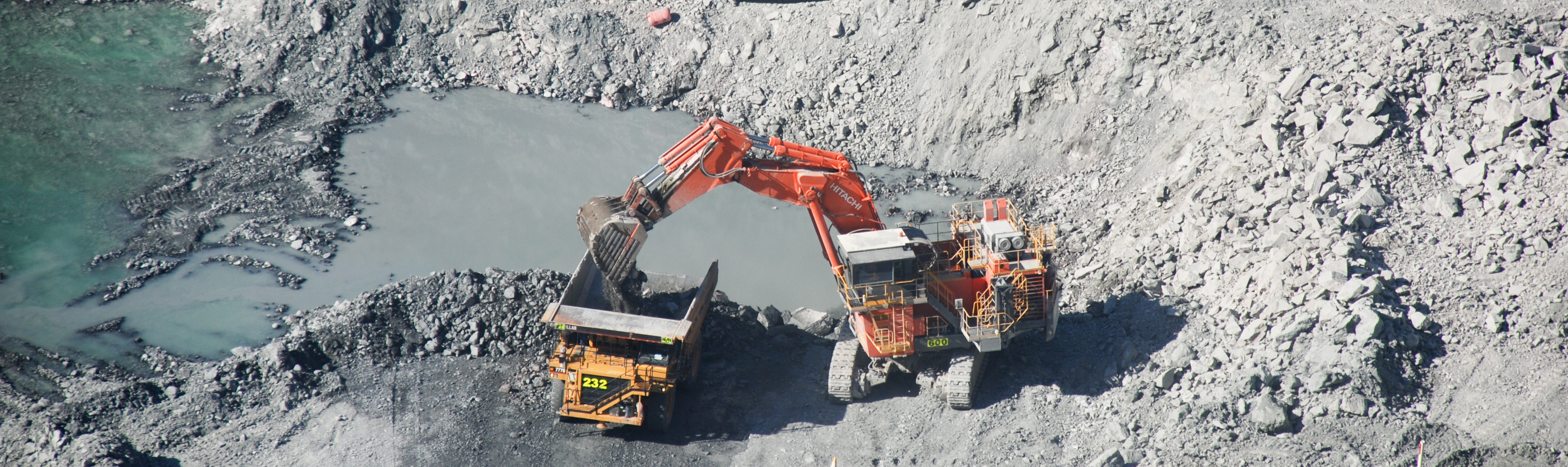
Miniera di uranio del parco nazionale Kakadu, in Australia